# 138년

## 연호
- 후한(後漢) 영화(永和) 3년

## 기년
- 후한(後漢) 순제(順帝) 13년
- 신라(新羅) 일성 이사금(逸聖泥師今) 5년
- 고구려(高句麗) 태조대왕(太祖大王) 86년
- 백제(百濟) 개루왕(蓋婁王) 11년

## 사건
- 로마 황제 하드리아누스 서거 양자 안토니우스 피우스 즉위
- 조절(曹節)은 소황문(小黃門)의 자리에 있으면서 제멋대로 일을 처리하면서 대장군 양상(梁商)의 아들 양기(梁冀)와 친해졌다. 이를 시기한 다른 환관들이 조등(曹騰)과 양상을 모함했으나, 당시의 황제였던 순제(順帝)는 이를 곧이듣지 않아 화를 면했다.

## 탄생
- 후한의 황제 질제

## 사망
- 7월 10일 - 로마 제국 14대 황제 하드리아누스